# Marinette Pichon
Marinette Pichon (ur. 26 listopada 1975 w Bar-sur-Aube) – francuska futbolistka.
Zawodniczka klubów Bar-sur-Aube, Saint-Memmie, Philadelphia Charge (USA, 2002–2004), ponownie Saint-Memmie i do 2007 – FCF Juvisy. W reprezentacji Francji zadebiutowała 22 marca 1994 w meczu przeciwko Belgii. Uczestniczyła m.in. w Mistrzostwach Europy 2001 i w Mistrzostwach Europy 2005. W 112 meczach reprezentacji strzeliła 81 bramek.